# Teresa Gouveia

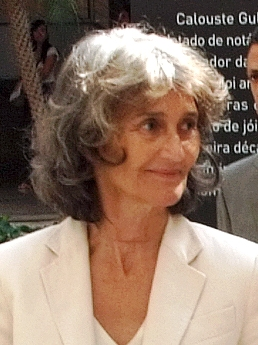
Teresa Gouveia

Teresa Patricio Gouveia (* 18. Juli 1946 in Lissabon als Maria Teresa Pinto Basto Gouveia) ist eine portugiesische Politikerin und Kulturfunktionärin. Sie war Außen- und Umweltministerin von Portugal.
Sie ist studierte Historikerin nach einem Studium an der Universität Lissabon und saß von 1987 bis 2004 für den Wahlkreis Porto im portugiesischen Parlament. Sie vertrat die PSD (Partido Social Democrata).
Von 1991 bis 1993 war sie Umweltministerin, davor mehrfach Staatssekretärin, unter anderem für Kultur und für Umwelt. Von Oktober 2003 bis Juli 2004 war sie außerdem Außenministerin von Portugal. Von 1985 bis 1987 war sie die Beauftragte für Kultur des Europarates. 
Von 1997 bis 2003 war sie Mitglied im Vorstand der Stiftung Serralves, deren Chefin sie von 2000 bis 2003 war. Außerdem ist sie Vorstandsmitglied der Stiftung Gulbenkian (seit 2014) und war Chefin und Vorstandsmitglied der Europäischen Stiftung für Kultur, Amsterdam (1990–2002).
Sie erhielt das Großkreuz des Infanten Dom Henrique. Sie war mit dem Dichter Alexandre O’Neill verheiratet.